# 马华东 (1965年)
马华东（1965年6月—），男，汉族，江苏新沂人，中华人民共和国政治人物。现任新疆国家305项目办公室主任，民建新疆维吾尔自治区委主委。第十四届全国政协委员。